# Arroyo Santa Ana (Corrientes)
El arroyo Santa Ana es un curso de agua de la provincia de Corrientes, Argentina, perteneciente a la cuenca hidrográfica del río Uruguay.
El mismo nace en el bañado del mismo nombre, en el departamento de Paso de los Libres. Desemboca en el río Uruguay cerca de la localidad de Bonpland.
- Datos: Q5705908